# Катя Файн
Катя Файн (словен. Katja Fain, 31 серпня 2001) — словенська плавчиня.
Учасниця Олімпійських Ігор 2020 року, де в попередніх запливах на дистанціях 400, 800 і 1500 метрів вільним стилем посіла, відповідно, 15-те, 26-те і 30-те місця й не потрапила до фіналів.